# La kryptonite nella borsa
Pour plus de détails, voir Fiche technique et Distribution.
La kryptonite nella borsa (en français La kryptonite dans le sac) est un film italien de Ivan Cotroneo sorti en 2011.
Le film, qui est tiré de son roman homonyme publié en 2007 chez Bompiani, a été présenté au concours du Festival international du film de Rome 2011.
Le film a été tourné à Naples entre mai et juin 2011.

## Synopsis
Naples 1973 : Peppino Sansone, un enfant sensible de 9 ans rondelet et à lunettes  vit dans une famille plutôt bizarre. Sa mère Rosaria dépressive s'est enfermée dans un angoissant silence après avoir découvert les infidélités de son mari commerçant. Le père cherche à sortir son fils des problèmes familiaux en lui offrant trois poussins à élever comme des animaux de compagnie qui finalement feront une triste fin. 
Néanmoins, les oncles hippies Salvatore et Titina se chargeront de distraire Peppino en l'emmenant en discothèque et dans des manifestations féministes. Mais le plus grand ami de Peppino est son cousin Gennaro, un type étrange qui se prend pour Superman. Quand ce dernier meurt subitement renversé par un autobus, Peppino, grâce à sa fantaisie, le ramène à la vie dans un monde imaginaire comme un super héros et maître de vie. Ainsi grâce à ses « conseils », Peppino affronte les vicissitudes quotidiennes et approche le monde compliqué des adultes.

## Fiche technique
- Titre original : La kryptonite nella borsa
- Titre français :  La kryptonite dans le sac
- Réalisation : Ivan Cotroneo
- Scénario : Ivan Cotroneo (tiré de son roman homonyme)
- Mise en scène : Monica Rametta, Ludovica Rampoldi, Ivan Cotroneo
- Décors : Lino Fiorito
- Musique : Pasquale Catalano
- Photographie : Luca Bigazzi
- Montage : Giogio' Franchini, Donatella Ruggiero
- Production : Nicola Giuliano, Francesca Cima, Carlotta Calori (produttore associato)
- Producteur executif : Viola Prestieri
- Société de distribution : Indigo Film et Rai cinema
- Distributeur pour l'Italie : Lucky Red
- Pays d'origine : Italie
- Langue originale : italien
- Format couleur : 35 mm
- Genre : Comédie - Drame
- Durée : 98 min
- Date de sortie : 
  -  Italie : 4 novembre 2011
  -  France :

## Acteurs
- Valeria Golino : Rosaria Sansone
- Luca Zingaretti : Antonio Sansone
- Luigi Catani : Peppino Sansone
- Cristiana Capotondi : Titina
- Libero De Rienzo : Salvatore
- Fabrizio Gifuni : dottor Matarrese
- Lucia Ragni : Carmela
- Vincenzo Nemolato : Gennaro (superman)
- Monica Nappo : Assunta
- Massimiliano Gallo : Arturo
- Gennaro Cuomo : Federico
- Sergio Solli : Vincenzo
- Antonia Truppo : Valeria
- Rosaria De Cicco : maestra Lina
- Carmine Borrino : Elio
- Nunzia Schiano : tante espagnole
- Anita Caprioli : la Madonna

## Distribution
Le film a été distribué dans les salles par Lucky Red le 4 novembre 2011.

## Colonne sonore
La bande son du film comporte certains succès musicaux des années 1960 et une « cover » de These Boots Are Made for Walkin' de Nancy Sinatra interprété par Planet Funk. Ivan Cotroneo stesso a assuré la direction du videoclip qui accompagne le morceau et qui emploie divers acteurs du film. Le morceau Life on Mars? de David Bowie est aussi joué dans une scène du film.

## Distinctions
- Présenté au concours du Festival international du film de Rome (2011).

### Prix
- Prix du Festival del Cinema di Porretta Terme (4 mars 2012)[1],[2],[3]
- Cinq candidatures aux David di Donatello 2012[4]
- Trois « nominations » au Ruban d'argent 2012 dont celle de la meilleure comédie[5]

David di Donatello  2012
- Candidature Meilleure actrice  à Valeria Golino
- Candidature Meilleure actrice second rôle à Cristiana Capotondi
- Candidature Meilleurs costumes à Rossano Marchi
- Candidature Meilleurs truquages à Maurizio Fazzini
- Candidature Meilleure coiffure a Mauro Tamagnini

Ruban d'Argent 2012
- Candidature Ruban d'argent de la meilleure comédie
- Candidature Ruban d'argent de la meilleure actrice à Valeria Golino
- Candidature Ruban d'argent pour les costumes à Rossano marchi

Ciak d'oro 2012
- Meilleure actrice  à Valeria Golino
- Meilleure photographie à Luca Bigazzi
- Meilleurs costumes à Rossano Marchi

Festival du film italien d'Annecy 2012
- Grand Prix
  - Valeria Golino : meilleure interpretation féminine[6]